# (20092) 1994 PL22
A (20092) 1994 PL22 a Naprendszer kisbolygóövében található aszteroida. Eric Walter Elst fedezte fel 1994. augusztus 12-én.